# Nadżafabad
Nadżafabad (perski: نجف‌آباد) – miasto w Iranie. W 2006 r. miasto to zamieszkiwało 282 430 osób.
W Nadżafabadzie rozwinęła się produkcja rzemieślnicza. W tym mieście znajduje się ważny w regionie ośrodek handlowy.